# Jag är ett bedårande barn av min tid
Jag är ett bedårande barn av min tid eller Han är ett bedårande barn av sin tid är en kuplett med text av Karl Gerhard till melodi av Jules Sylvain. Den ingick i Karl Gerhards jubileumsrevy och Karl Gerhard spelade in den på 78-varvare 1938..
2006 spelade Magnus Uggla in en sången på albumet Ett bedårande barn av sin tid .

### Fotnoter
1. ↑  ”Svensk mediedatabas”. http://smdb.kb.se/catalog/id/000095469. Läst 22 mars 2011.
2. ↑  ”Svensk mediedatabas”. http://smdb.kb.se/catalog/id/002024619. Läst 22 mars 2011.